# Nazar Albarján
Nazar Albarján (Parpi, 1943. május 4. – 2021. március 30. vagy előtte) szovjet-örmény birkózó, olimpikon.

## Pályafutása
1959-ban kezdett birkózással foglalkozni a Szevan Jereván csapatában. Szabadfogás lepkesúlyban versenyzett. 1962 és 1971 között hat szovjet országos bajnokságon vett részt. 1967-ben szovjet bajnok lett. Az 1967-es világbajnokságon Újdelhiben és az 1968-as mexikóvárosi olimpián negyedik helyezést ért el.

## Sikerei, díjai
- Szovjet bajnokság – szabadfogás, lepkesúly
  - bajnok: 1967